# Алексејев против Русије
Алексејев против Русије је назив судског предмета који је вођен пред Европским судом за људска права у Стразбуру, а који се тицао забрана геј парада и окупљања у Москви 2006, 2007, и 2008. године. Тужбу је поднио руски ЛГБТ активиста Николај Алексејев, организатор забрањених окупљања. У тужби је тврдио да је забраном геј парада и окупљања прекршен члан 11 Европске конвенције о људским правима (који гарантује слободу окупљања), затим члан 13 Конвенције (право на дјелотворан правни лијек), као и члан 14 Конвенције (који забрањује дискриминацију). 
Вијеће од седам судија је 21. октобра 2010. донијело једногласну пресуду да постоји кршење чланова 11, 13 и 14 Конвенције. Руска влада је уложила жалбу, и тражила да се о пресуди изјасни велико вијеће. Суд је 11. априла 2011. једногласно одбио жалбу Русије, истог дана је пресуда постала коначна и правоснажна.
Дана 26. априла 2011, Алексејев је саопштио да су градске власти Москве дале дозволу за организовање геј параде 28. маја 2011. Парада ће се одржати на московском Болотнаја тргу, а једини услов који је поставила градска власт, према Алексејеву, је да број учесника не буде већи од 500. Ова вијест је демантована од стране градских власти, које су 17. маја, на Међународни дан борбе против хомофобије и трансфобије, поново донијеле одлуку о забрани параде због немогућности да се осигура јавни ред и мир. Активисти су најавили да ће парада бити одржана упркос забрани.